# Даммит, Майкл
Майкл Энтони Эрдли Даммит (англ. Michael Anthony Eardley Dummett; 27 июня 1925, Лондон — 27 декабря 2011) — британский философ, видный представитель аналитической школы; также является разработчиком теории избирательной системы голосования и специалистом по истории карточных игр.

## Образование и академическая карьера
Майкл учился в сэндройдской школе в Уилтшире и в винчестерском колледже в Хэмпшире. Затем поступил в Крайст-Чёрч. В 1944 году он вступил в ряды римской-католической церкви и с тех пор остается практикующим католиком.
С 1979 по 1992 год — профессор логики в Оксфорде. Также Даммит преподавал в Калифорнийском университете в Беркли, в Бирмингемском, Принстонском и Гарвардском университетах.
Занимаясь логикой и философией языка, Даммит стал автором работы, которая сейчас признается классической в соответствующей среде, — «Фреге: Философия языка» (англ. Frege: Philosophy of Language, 1973). Значителен также его вклад в области философии математики и метафизики.
В 1995 году он получил премию Рольфа Шока за участие в дискуссии, посвященной философии Фреге, и за вклад в развитие теории значения.
Член Международного карточного общества.

## Философия
Главная область исследований Даммита — философия языка. По его мнению, первым ключевую роль философии языка осознал Фреге. Даммит перерабатывает теорию значения Фреге, полагая, что создание систематической теории значения является центральной задачей философии языка. Такая теория должна быть теорией о том, что значит понимать язык.
Даммит утверждает принципиальную непереводимость различных языков и невозможность универсальной теории метафоры. Каждое толкование конкретно и контекстуально

## Некоторые произведения
- Frege: Philosophy of Language. London: Duckworth, and Cambridge MA: Harvard University Press, 1st ed. 1973; 2nd ed. 1981a.
- The Interpretation of Frege’s Philosophy. London: Duckworth, and Cambridge MA: Harvard University Press, 1981b.
- Voting Procedures. Oxford: Clarendon Press, 1984.
- The Visconti-Sforza Tarot Cards. New York: George Braziller, 1986.
- Frege: Philosophy of Mathematics. London: Duckworth, and Cambridge: Harvard University Press, 1991a.
- The Logical Basis of Metaphysics. London: Duckworth, and Cambridge MA: Harvard University Press, 1991b.
- Origins of Analytical Philosophy. London: Duckworth and Cambridge MA: Harvard University Press, 1993a.
- Elements of Intuitionism. Oxford: Clarendon Press, 1st ed. 1977; 2nd ed. 2000.
- Thought and Reality. Oxford: Oxford University Press, 2006.

### Произведения, опубликованные в русском переводе
- М. Даммит. Что такое теория значения. — В кн.: Философия, логика, язык. М.: Прогресс, 1987, с. 127—212.
- М. Даммит. Истина. — В кн.: Грязнов А. Ф. (сост.) Аналитическая философия: становление и развитие. М., 1998.